# Мари Лу
Мари Лу (на английски: Marie Lu) е американска писателка на произведения в жанра фентъзи и научна фантастика.

## Биография и творчество
Мари Лу е родена на 11 юли 1984 г. в Уси, Дзянсу, Китай. На пет години емигрира със семейството си от Пекин в Тексас, САЩ, след събитията на площад Тянанмън. Завършва политически науки в университета на Южна Калифорния през 2006 г. Стажува във филмовото студио на Уолт Дисни. Сред дипломирането си работи програмист на компютърни игри за „Фейсбук“, а после става арт директор на компания за видеоигри. Започна да пише още като тийнейджър.
Първият ѝ роман „Легендата“ от едноименната поредица е издаден през 2013 г. Дистопичният роман представя постапокалиптична Америка, разделена на две воюващи части – републиката и колониите. На този фон се срещат съдбите на 15-годишните Дей и Джун, издирван престъпник и млада аристократка. Тя е с най-високи резултати от изпитите и иска да отмъсти за смъртта на брат си, а той търси лекарства за семейството си срещу смъртоносна зараза. Заговори и зловещи тайни стават заплаха за живота им. Романът става бестселър и я прави известна. Правата за екранизирането му са закупени от филмовото студио „Лайънсгейт“ със сценарист и режисьор Джонатан Левийн.
Мари Лу живее със семейството си в Лос Анджелис.

## Произведения

### Самостоятелни романи
- The Kingdom of Back (2020)

### Серия „Легендата“ (Legend)
- Life Before Legend (2013) – предистория

1. Legend (2011)
Легендата, изд.: ИК „Хермес“, Пловдив (2014), прев. Иван Костурков
2. Prodigy (2013)
Феноменът, изд.: ИК „Хермес“, Пловдив (2014), прев. Иван Костурков
3. Champion (2013)
Героят, изд.: ИК „Хермес“, Пловдив (2015), прев. Иван Костурков
4. Rebel (2019)

### Серия „Млади елити“ (Young Elites)
1. The Young Elites (2014)
2. The Rose Society (2015)
3. The Midnight Star (2016)

### Серия „Warcross“ (Warcross)
1. Warcross (2017)
Warcross. Играч, ловец, хакер, пешка, изд.: ИК „Прозорец“, София (2018), прев. Светлана Комогорова-Комата
2. Wildcard (2018)
Wild Card. Време е за реванш, изд.: ИК „Прозорец“, София (2019), прев. Светлана Комогорова-Комата

### Серия „Небесен ловец“ (Skyhunter)
1. Skyhunter (2020)
2. Steelstriker (2021)

### Участие в общи серии с други писатели

#### Серия „Духове животни“ (Spirit Animals)
7. The Evertree (2015)

#### Серия „DC икони“ (DC Icons)
2. Batman: Nightwalker (2018)
Батман – нощният скитник, изд.: „Сиела“, София (2019), прев. Богдан Русе

### Разкази
- The Girl Without a Face (2015)
- The Journey (2016)